# 青树栎
青树栎（学名：Quercus lanceolata）为壳斗科栎属下的一个种。

## 扩展阅读
維基物種上的相關：青树栎